# Partido Socialdemócrata de Albania
El Partido Socialdemócrata de Albania (PSD) (en albanés:Partia Socialdemokrate e Shqipërisë) es un partido político socialdemócrata de Albania.

Antiguo logotipo del partido

## Resultados Electorales

### Parlamento de Albania
| Elección | Votos   | %     | Resultados |
| -------- | ------- | ----- | ---------- |
| 1992     | 73 820  | 4.04  | 7/140      |
| 1996     | 25 019  | 1.52  | 0/140      |
| 1997     | 245 181 | 17.35 | 9/140      |
| 2001     | 48 911  | 3.65  | 4/140      |
| 2005     | 174 103 | 12.74 | 7/140      |
| 2009     | 26 700  | 1.76  | 0/140      |
| 2013     | 10 220  | 0.59  | 0/140      |
| 2017     | 14 993  | 0.95  | 1/140      |
| 2021     | 35 477  | 2.25  | 3/140      |